# Kazimierz Julian Puchalski
Kazimierz Julian (Jan) Puchalski herbu Ślepowron (zm. 7 listopada 1692) – pisarz wielki litewski w 1691 roku, pisarz dekretowy litewski w 1665 roku, wojski grodzieński w latach 1672–1692, podstoli miński w 1661 roku, sekretarz Jego Królewskiej Mości w 1658 roku, ekonom olicki w latach 1685-1686. 
Poseł na sejm 1661 roku, poseł sejmiku pozwolskiego na sejm 1665 roku, poseł sejmiku pińskiego na sejm nadzwyczajny abdykacyjny 1668 roku.
Był elektorem Michała Korybuta Wiśniowieckiego z województwa brzeskolitewskiego w 1669 roku. Był posłem powiatu brzeskolitewskiego województwa brzeskolitewskiego na sejm nadzwyczajny 1672 roku. Poseł na sejm koronacyjny 1676 roku. Poseł na sejm 1677 roku.